# براندون فينيغان
براندون فينيغان (بالإنجليزية: Brandon Finnegan)‏ هو لاعب كرة قاعدة أمريكي، ولد في 14 أبريل 1993 في فورت وورث في الولايات المتحدة.

## وصلات خارجية
- براندون فينيغان على موقع دوري كرة القاعدة الرئيسي (الإنجليزية)
- براندون فينيغان على موقعبيزبول رفرنس.كوم (الدوري الرئيسي) (الإنجليزية)
- براندون فينيغان على موقعبيزبول رفرنس.كوم (الدوري الثانوي) (الإنجليزية)
- براندون فينيغان على موقع إي إس بي إن.كوم (أم.أل.بي) (الإنجليزية)
- براندون فينيغان على موقع مشجعي الرسوم البيانية (الإنجليزية)